# Stictotarsus decemsignatus
Stictotarsus decemsignatus är en skalbaggsart som först beskrevs av Clark 1862.  Stictotarsus decemsignatus ingår i släktet Stictotarsus och familjen dykare. Inga underarter finns listade i Catalogue of Life.